# Alan Williams (baloncestista)
Alan Travis Williams (Phoenix, Arizona; 28 de enero de 1993) es un jugador de baloncesto estadounidense que forma parte de la plantilla de los South East Melbourne Phoenix de la NBL Australia. Con 2,03 metros de altura, juega en las posiciones de ala-pívot o pívot.

## Trayectoria deportiva

### Universidad
Jugó cuatro temporadas con los Gauchos de la Universidad de California en Santa Bárbara, en las que promedió 15,5 puntos y 10,0 rebotes por partido. Fue elegido Jugador del Año de la Big West Conference en 2014 y elegido en el mejor quinteto de la conferencia en sus tres últimas temporadas. Acabó su carrera como líder histórico en rebotes de su universidad.

### Profesional

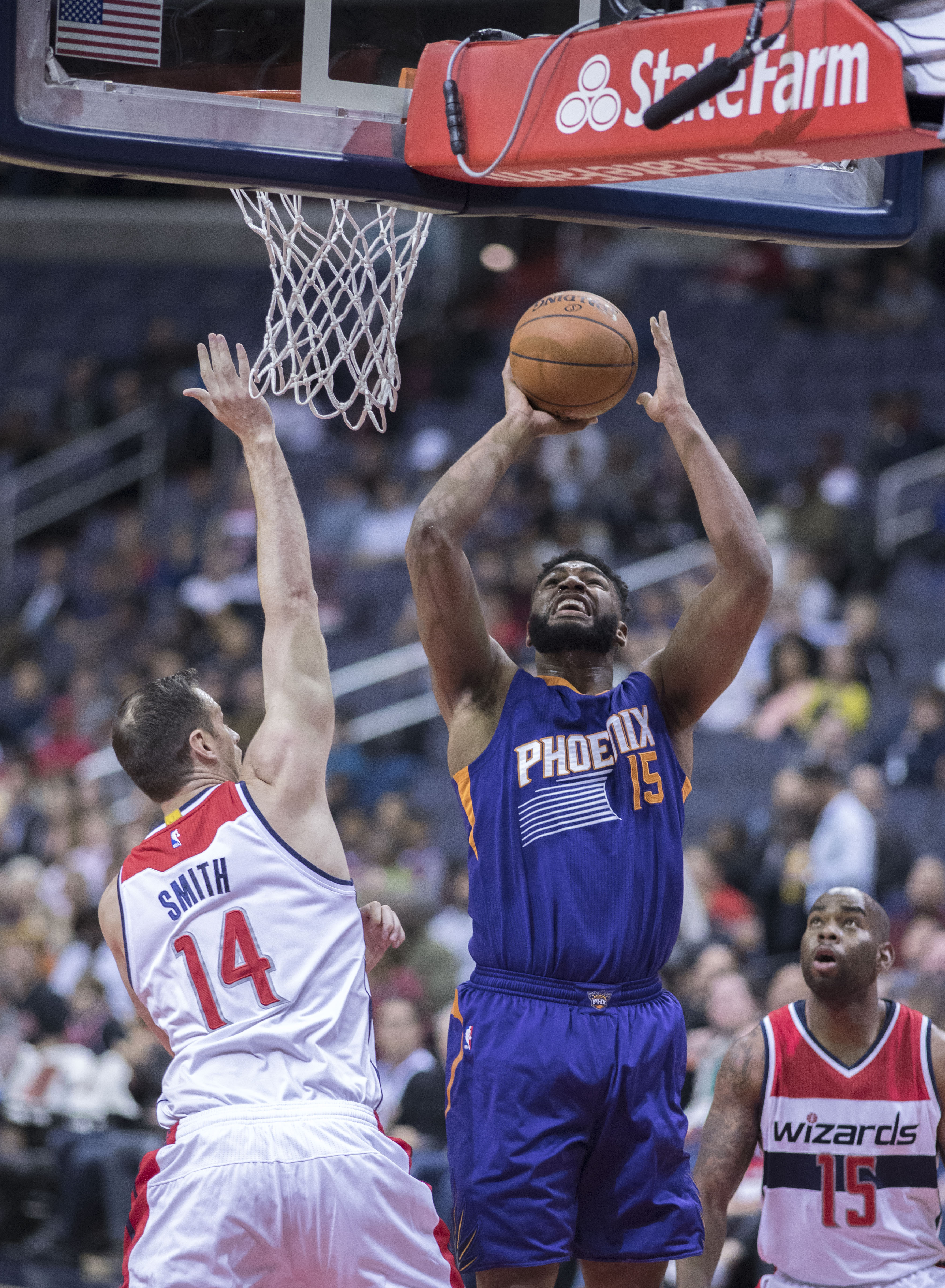
Alan Williams con los Suns en 2016.

Tras no ser elegido en el Draft de la NBA de 2015, firmó por un año con los Qingdao DoubleStar Eagles de la Chinese Basketball Association. Disputó 35 partidos, en los que promedió 20,8 puntos, 15,4 rebotes (líder de la CBA), 2,1 asistencias y 1,6 tapones por encuentro.
El 8 de marzo de 2016 firmó contrato por 10 días con los Phoenix Suns. Nada más acabar el mismo, renovó con un contrato multianual.
Ya en la temporada 2018-19, donde no llegó a debutar con Brooklyn pero era titular en Long Island Nets (de la liga de desarrollo), el 2 de enero de 2019 es cortado por los Nets, para que Williams pueda jugar en la liga China.
El 5 de agosto de 2022 firmó con los South East Melbourne Phoenix en Australia para la temporada 2022-23 de la NBL. Lideró la liga en rebotes con 9,6 por partido. Después de la temporada de la NBL, se unió a los Nagoya Diamond Dolphins de la B.League japonesa. Regresó a los Phoenix para la temporada 2023-24 de la NBL, pero fue descartado para el inicio de temporada por una lesión en la rodilla.

## Estadísticas de su carrera en la NBA

### Temporada regular
| Año     | Equipo   | PJ | PT | MPP  | %TC  | %3P  | %TL  | RPP | APP | ROB | TPP | PPP |
| ------- | -------- | -- | -- | ---- | ---- | ---- | ---- | --- | --- | --- | --- | --- |
| 2015-16 | Phoenix  | 10 | 0  | 6.8  | .417 | -    | .643 | 3.8 | .5  | .4  | .5  | 2.9 |
| 2016-17 | Phoenix  | 47 | 0  | 15.1 | .517 | -    | .625 | 6.2 | .5  | .6  | .7  | 7.4 |
| 2017-18 | Phoenix  | 5  | 0  | 14.0 | .389 | -    | .667 | 4.4 | 1.6 | 1.0 | .2  | 4.0 |
| 2018-19 | Brooklyn | 5  | 0  | 5.2  | .615 | .000 | .500 | 3.8 | .6  | .2  | .0  | 3.6 |
| Total   | Total    | 67 | 0  | 13.0 | .506 | .000 | .626 | 5.5 | .6  | .6  | .6  | 6.2 |